# Vincenzo Galdi
Vincenzo Galdi (ur. 1871 w Neapolu, zm. 23 grudnia 1961 w Rzymie) – włoski fotograf i model.
Karierę rozpoczynał jako model i uczeń Guglielmo Plüschowa, którego poznał gdy ten przebywał w Neapolu. Razem z nim przeniósł się do Rzymu i tam pomagał w prowadzeniu pracowni. Istnieje wiele przesłanek wskazujących, że Galdi był przez pewien czas jego kochankiem. W 1900 poślubił Virginię Gugliemi, ale jego kontakty z nauczycielem nadal trwały, w Rzymie celowo zamieszkał w sąsiedztwie. Galdi fotografował nagich ludzi, zarówno kobiety jak i mężczyzn, wzorował się na twórczości Plüschowa, ale jego zdjęcia noszą wyraźne znamiona erotyki. Nie przykładał większej wagi do estetyki, był nastawiony na produkcję seryjną i dochód. Po aresztowaniu Plüschowa w 1902 zarządzał jego majątkiem, po kolejnym aresztowaniu 1907 Plüschow zakończył karierę. Vincenzo Galdi został wówczas również aresztowany, a po zwolnieniu z aresztu porzucił fotografikę i założył w Via Gaeta "Galerię Galdi", która działała przynajmniej do połowy lat 50.